# Championnat sud-américain de football de 1922
Navigation
Argentine 1921 Uruguay 1923
Le Championnat sud-américain de football de 1922 est la sixième édition du championnat sud-américain de football des nations, connu comme la Copa América depuis 1975, qui a eu lieu à Rio de Janeiro au Brésil du 17 septembre au 22 octobre 1922.
Tous les membres du CONMEBOL de l'époque participent au tournoi : l'Argentine, le Brésil, le Chili, le Paraguay et l'Uruguay.
Cette édition devait initialement avoir lieu au Chili, mais le Brésil a demandé de l'accueillir dans le cadre de la célébration du 100e anniversaire de son indépendance.
Le Paraguay, le Brésil et l'Uruguay terminent le championnat à égalité de points. L'Uruguay renonce à poursuivre, une finale est donc disputée entre le Paraguay et le Brésil. C'est le Brésil, à domicile, qui s'impose 3-0.

## Résultats

### Championnat
Les cinq équipes participantes disputent le championnat au sein d'une poule unique où chaque formation rencontre une fois ses adversaires. À l'issue de la dernière journée, normalement l'équipe totalisant le plus de points remporte le titre. Cependant, en cas d'égalité de points entre équipes en tête, la compétition se poursuit. Trois équipes sont concernées mais l'une d'entre elles (Uruguay) renonce et laisse les deux autres jouer la finale pour l'attribution du titre.

#### Classement
|   | Équipe    | Pts | J | G | N | P | BP | BC | Diff |
| - | --------- | --- | - | - | - | - | -- | -- | ---- |
| 1 | Paraguay  | 5   | 4 | 2 | 1 | 1 | 5  | 3  | +2   |
| 1 | Brésil    | 5   | 4 | 1 | 3 | 0 | 4  | 2  | +2   |
| 3 | Uruguay   | 5   | 4 | 2 | 1 | 1 | 3  | 1  | +2   |
| 4 | Argentine | 4   | 4 | 2 | 0 | 2 | 6  | 3  | +3   |
| 5 | Chili     | 1   | 4 | 0 | 1 | 3 | 1  | 10 | -9   |

| 17 septembre | Brésil    | 1 | 1 | Chili     |
| 23 septembre | Uruguay   | 2 | 0 | Chili     |
| 24 septembre | Brésil    | 1 | 1 | Paraguay  |
| 28 septembre | Argentine | 4 | 0 | Chili     |
| 1er octobre  | Brésil    | 0 | 0 | Uruguay   |
| 5 octobre    | Paraguay  | 3 | 0 | Chili     |
| 8 octobre    | Uruguay   | 1 | 0 | Argentine |
| 12 octobre   | Paraguay  | 1 | 0 | Uruguay   |
| 15 octobre   | Brésil    | 2 | 0 | Argentine |
| 18 octobre   | Argentine | 2 | 0 | Paraguay  |

#### Matchs
| 17 septembre 1922                                                                                  | Brésil  | 1 – 1                                                                                            | Chili     | Estádio das Laranjeiras (Rio de Janeiro)           |                                                    |
| | Tatú 9e | (1 - 1)                                                                                          | Bravo 41e | Spectateurs : 30 000 Arbitrage : Ricardo Vallarino | Spectateurs : 30 000 Arbitrage : Ricardo Vallarino |
| Marcos - Palamone, Barthô - Laís, Amílcar, Fortes - Formiga, Neco, Friedenreich, Tatú, Rodrigues I | Équipes | Bernal - Vergara, Poirier - Elgueta, Catalán, González - Abello, Domínguez, Bravo, Encina, Varas |           | Spectateurs : 30 000 Arbitrage : Ricardo Vallarino | Spectateurs : 30 000 Arbitrage : Ricardo Vallarino |

| 23 septembre 1922                                                                                 | Uruguay                          | 2 – 0                                                                                               | Chili | Estádio das Laranjeiras (Rio de Janeiro)          |                                                   |
|                                                                                                   | Heguy 10e · Urdinarán 19e (pen.) | (2 - 0)                                                                                             |       | Spectateurs : 12 000 Arbitrage : Francisco Andreu | Spectateurs : 12 000 Arbitrage : Francisco Andreu |
| Batignani - Urdinarán, Tejera - Aguerre, Zibechi, Vanzzino - Somma, Heguy, Buffoni, Romano, Marán | Équipes                          | Balbontín - Vergara, Poirier - Elgueta, Catalán, González - Abello, Domínguez, Bravo, Encina, Varas |       | Spectateurs : 12 000 Arbitrage : Francisco Andreu | Spectateurs : 12 000 Arbitrage : Francisco Andreu |

| 24 septembre 1922                                                                          | Brésil      | 1 – 1 | Paraguay  | Estádio das Laranjeiras (Rio de Janeiro)                    |                                                             |
|                                                                                            | Amílcar 71e | (0 - 1) | Rivas 14e | Spectateurs : 25 000 Arbitrage : Norberto Ladrón de Guevara | Spectateurs : 25 000 Arbitrage : Norberto Ladrón de Guevara |
| Marcos - Palamone, Barthô - Laís, Amílcar, Fortes - Formiga, Neco, Héitor, Tatú, Junqueira | Équipes     | Denis - Paredes, Mena Porta - Centurión Miranda, Fleitas Solich, Benítez Casco - Capdevila, Ramírez, López, Rivas, Erico |           | Spectateurs : 25 000 Arbitrage : Norberto Ladrón de Guevara | Spectateurs : 25 000 Arbitrage : Norberto Ladrón de Guevara |

| 28 septembre 1922                                                                                               | Argentine                                    | 4 – 0                                                                                                | Chili | Estádio das Laranjeiras (Rio de Janeiro)          |                                                   |
| | Chiessa 10e · Francia 36e, 41e · Gaslini 75e | (3 - 0)                                                                                              |       | Spectateurs : 2 500 Arbitrage : Ricardo Vallarino | Spectateurs : 2 500 Arbitrage : Ricardo Vallarino |
| Tesoriere - A. Celli, Castoldi - Chabrolín, Dellavalle, Solari - Chiessa, Libonatti, Gaslini, E. Celli, Francia | Équipes                                      | Balbontín - Vergara, Poirier - Elgueta, Catalán, González - Abello, Domínguez, Bravo, Ramírez, Varas |       | Spectateurs : 2 500 Arbitrage : Ricardo Vallarino | Spectateurs : 2 500 Arbitrage : Ricardo Vallarino |

| 1er octobre 1922                                                                                  | Brésil  | 0 – 0                                                                                               | Uruguay | Estádio das Laranjeiras (Rio de Janeiro)        |                                                 |
|                                                                                                   |         | (0 - 0)                                                                                             |         | Spectateurs : 30 000 Arbitrage : Servando Pérez | Spectateurs : 30 000 Arbitrage : Servando Pérez |
| Kuntz - Palamone, Barthô - Laís, Amílcar, Fortes - Formiga, Neco, Friedenreich, Tatú, Rodrigues I | Équipes | Batignani - Urdinarán, Tejera - Aguerre, Zibechi, Vanzzino - Somma, Heguy, Casanello, Romano, Marán |         | Spectateurs : 30 000 Arbitrage : Servando Pérez | Spectateurs : 30 000 Arbitrage : Servando Pérez |

| 5 octobre 1922 | Paraguay                            | 3 – 0                                                                                             | Chili | Estádio das Laranjeiras (Rio de Janeiro)       |                                                |
| | Ramírez 5e · López 78e · Fretes 86e | (2 - 0)                                                                                           |       | Spectateurs : 1 000 Arbitrage : Servando Pérez | Spectateurs : 1 000 Arbitrage : Servando Pérez |
| Denis - Paredes, Mena Porta - Centurión Miranda, Fleitas Solich, Benítez Casco - Capdevila, Ramírez, López, Rivas, Fretes | Équipes                             | Bernal - Zavala, Poirier - Elgueta, Catalán, González - Abello, Domínguez, Encina, Ramírez, Varas |       | Spectateurs : 1 000 Arbitrage : Servando Pérez | Spectateurs : 1 000 Arbitrage : Servando Pérez |

| 8 octobre 1922                                                                                        | Uruguay     | 1 – 0 | Argentine | Estádio das Laranjeiras (Rio de Janeiro)      |                                               |
| | Buffoni 43e | (1 - 0) |           | Spectateurs : 14 000 Arbitrage : Pedro Santos | Spectateurs : 14 000 Arbitrage : Pedro Santos |
| Batignani - Urdinarán, Tejera - Aguerre, Zibechi, Vanzzino - Somma, Buffoni, Casanello, Romano, Otero | Équipes     | Tesoriere - A. Celli, Castoldi - Chabrolín, Dellavalle, Solari - Rofrano, Libonatti, Gaslini, E. Celli, Francia |           | Spectateurs : 14 000 Arbitrage : Pedro Santos | Spectateurs : 14 000 Arbitrage : Pedro Santos |

| 12 octobre 1922 | Paraguay    | 1 – 0                                                                                                 | Uruguay | Estádio das Laranjeiras (Rio de Janeiro)     |                                              |
| | Elizeche 7e | (1 - 0)                                                                                               |         | Spectateurs : 3 000 Arbitrage : Pedro Santos | Spectateurs : 3 000 Arbitrage : Pedro Santos |
| Denis - Paredes, Mena Porta - Centurión Miranda, Fleitas Solich, Benítez Casco - Capdevila, Schaerer, Elizeche, Rivas, Fretes | Équipes     | Batignani - Urdinarán, Tejera - Aguerre, Zibechi, Vanzzino - Somma, Buffoni, Casanello, Romano, Otero |         | Spectateurs : 3 000 Arbitrage : Pedro Santos | Spectateurs : 3 000 Arbitrage : Pedro Santos |

| 15 octobre 1922                                                                             | Brésil                        | 2 – 0 | Argentine | Estádio das Laranjeiras (Rio de Janeiro)          |                                                   |
|                                                                                             | Neco 42e · Amílcar 86e (pen.) | (1 - 0) |           | Spectateurs : 25 000 Arbitrage : Francisco Andreu | Spectateurs : 25 000 Arbitrage : Francisco Andreu |
| Kuntz - Palamone, Barthô - Laís, Amílcar, Fortes - Formiga, Neco, Héitor, Tatú, Rodrigues I | Équipes                       | Tesoriere - A. Celli, Sarasíbar - Chabrolín, Médici, Solari - Rivet, Libonatti, Gaslini, E. Celli, Francia |           | Spectateurs : 25 000 Arbitrage : Francisco Andreu | Spectateurs : 25 000 Arbitrage : Francisco Andreu |

| 18 octobre 1922                                                                                            | Argentine               | 2 – 0 | Paraguay | Estádio das Laranjeiras (Rio de Janeiro)       |                                                |
| | Francia 63e, 79e (pen.) | (0 - 0) |          | Spectateurs : 8 000 Arbitrage : Enrique Vignal | Spectateurs : 8 000 Arbitrage : Enrique Vignal |
| Tesoriere - A. Celli, Sarasíbar - Chabrolín, Médici, Solari - Rivet, De Césari, Gaslini, E. Celli, Francia | Équipes                 | Denis - Paredes, Mena Porta - Centurión Miranda, Fleitas Solich, Benítez Casco - Capdevila, Schaerer, López, Rivas, Erico |          | Spectateurs : 8 000 Arbitrage : Enrique Vignal | Spectateurs : 8 000 Arbitrage : Enrique Vignal |

### Finale
| 22 octobre 1922                                                                             | Brésil                      | 3 – 0 | Paraguay | Estádio das Laranjeiras (Rio de Janeiro)        |                                                 |
|                                                                                             | Neco 11e · Formiga 48e, 89e | (1 - 0) |          | Spectateurs : 20 000 Arbitrage : Servando Pérez | Spectateurs : 20 000 Arbitrage : Servando Pérez |
| Kuntz - Palamone, Barthô - Laís, Amílcar, Fortes - Formiga, Neco, Héitor, Tatú, Rodrigues I | Équipes                     | Denis - Paredes, González - Centurión Miranda, Fleitas Solich, Benítez Casco - Capdevila, Schaerer, López, Rivas, Fretes |          | Spectateurs : 20 000 Arbitrage : Servando Pérez | Spectateurs : 20 000 Arbitrage : Servando Pérez |

| Championnat sud-américain de football de 1922 - Vainqueur Brésil 2e titre |

## Classement des buteurs
4 buts
- Julio Francia

2 buts
- Amílcar Barbuy
- Formiga
- Neco

1 but
- Angel Chiessa
- José Gaslini
- Tatú
- Manuel Bravo Paredes
- Carlos Elizeche
- Luis Fretes
- Ildefonso López
- Julio Ramírez
- Gerardo Rivas
- Felipe Buffoni
- Juan Carlos Heguy
- Antonio Urdinarán